# کوکتاش (مایلوسو)
کوکتاش (به لاتین: Kök-Tash) یک روستا در قرقیزستان است که در استان جلال‌آباد واقع شده‌است. کوکتاش ۲٬۶۵۴ نفر جمعیت دارد و ۸۲۰ متر بالاتر از سطح دریا واقع شده‌است.